# Stan Longinidis
Stan Longinidis (ur. 25 czerwca 1965 w Melbourne) – australijski kickbokser wagi ciężkiej. Ośmiokrotny zawodowy mistrz świata. 

## Sportowa kariera
W amatorskim kick-boxingu walczył od 1982 roku. W 1984 został mistrzem Australii w wadze ciężkiej. Po stoczeniu około 30 amatorskich walk przeszedł w 1987 roku na zawodowstwo. Następnie przez ponad dwa lata walczył w USA, wygrywając 17 walk z rzędu i zdobywając mistrzostwo USA i Ameryki Północnej. Po powrocie do Australii, w 1990 wywalczył swój pierwszy tytuł mistrza świata (w formule full contact). W następnych latach zdobywał kolejne tytuły w trzech różnych stylach: international rules, full contact i muay thai. W 1996 roku został pierwszym mistrzem świata WMTC w boksie tajskim w wadze ciężkiej spoza Tajlandii. 
W latach 1993–2000 był zawodnikiem K-1, jednak nie odnosił znaczących sukcesów w tej formule. Tylko raz – w 1995 roku – wystąpił w Finale K-1 World GP. Został znokautowany w ćwierćfinale przez Mike’a Bernardo.
W listopadzie 2000 roku na gali K-1 Oceania Star Wars 2000 w rodzinnym Melbourne zmierzył się w pojedynku bokserskim z innym utytułowanym australijskim kickbokserem Peterem Grahamem. Longinidis wygrał przez jednogłośną decyzję. Po tej walce zakończył karierę. Na ring powrócił w 2003 roku, aby stoczyć jeszcze jedną walkę – przegrał przez TKO.
W historii swoich startów pokonał m.in. Branko Cikaticia, Maurice’a Smitha, Nobuakiego Kakudę oraz Musashiego.

## Osiągnięcia
- 1998: Mistrz Świata WKBF w wadze ciężkiej
- 1996: Mistrz Świata WMTC w boksie tajskim w wadze ciężkiej
- 1994: Mistrz Świata WAKO w wadze ciężkiej
- 1993: Mistrz Świata ISKA w wadze ciężkiej (freestyle rules)
- 1992: Mistrz Świata WKA w wadze superciężkiej
- 1992: Mistrz Świata ISKA w wadze ciężkiej (oriental rules)
- 1991: Mistrz Świata WKA w wadze juniorciężkiej
- 1990: Mistrz Świata KICK Full Contact w wadze superciężkiej
- 1989: Mistrz Interkontynentalny w wadze ciężkiej
- 1989: Międzynarodowy Mistrz USA w wadze ciężkiej
- 1988: Międzynarodowy Mistrz Ameryki Północnej w wadze ciężkiej
- 1984: Amatorski Mistrz Australii w wadze ciężkiej